# مارکوس لاتر
مارکوس لاتر (انگلیسی: Markus Lotter؛ زادهٔ ۲۸ سپتامبر ۱۹۷۰) بازیکن فوتبال اهل آلمان است.
از باشگاه‌هایی که در آن بازی کرده‌است می‌توان به باشگاه فوتبال گروتر فورث و باشگاه فوتبال سن پائولی اشاره کرد.